# Sylvester Schmidt
Sylvester Schmidt (* 9. August 1921 in Dresden; † 6. November 1989 in Celle) war ein deutscher Schauspieler.

## Leben

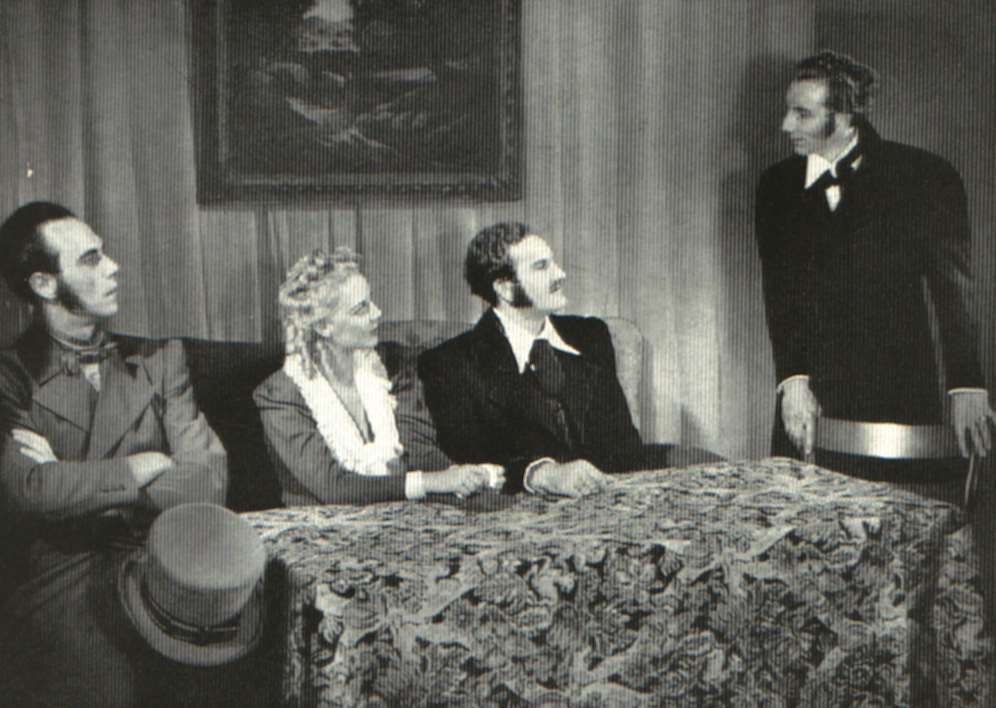
Sylvester Schmidt (rechts), 1949

Ursprünglich wollte Schmidt Sänger werden, jedoch blieb ihm die Ausbildung durch den Zweiten Weltkrieg verwehrt. Auf die Bühne wollte er dennoch, und so erhielt er unter anderem Schauspielunterricht bei Erich Ponto. Mit seinem  Vorbild und Kollegen Martin Held verband ihn die komödiantische Leichtigkeit.
Er spielte seit den ersten Nachkriegsjahren am Schauspielhaus Bochum, zuerst unter der Intendanz von Saladin Schmitt, dann unter Hans Schalla, Peter Zadek und Claus Peymann. Zu seinen besonderen Begabungen gehörte neben dem warmen Bariton sein fotografisches Gedächtnis, das ihn in die Lage versetzte, große Rollen über Nacht zu lernen und am nächsten Abend spielen zu können. Seine Engagements führten ihn auf Gastspielreisen durch Europa. Neben dem Theater synchronisierte Schmidt, war beim WDR als Sprecher tätig und drehte für Fernsehen und Kino Filme, u. a. mit Hans Neuenfels. In seinen letzten Jahren spielte er als Gast in Celle, Düsseldorf und Berlin.
Er war zweimal verheiratet und hatte aus beiden Ehen jeweils ein Kind: Andreas Schmidt (Gründer und geschäftsführender Vorstand des Berliner Kindertheaters) und Christina Schmidt.

## Auszeichnungen
- 1985: Ehrenring der Stadt Bochum[1]